# Through the Fire and Flames
Through the Fire and Flames – singel brytyjskiego power metalowego zespołu DragonForce. Piosenka jest pierwsza na liście utworów trzeciego albumu zespołu DragonForce, Inhuman Rampage i zawiera bardzo szybki duet gitarowy Hermana Li i Sama Totmana.
Piosenka zdobyła 86. miejsce na liście Billboard Hot 100 i 61, na Canadian Hot 100. Piosenka została użyta również w grze Guitar Hero III: Legends of Rock i jest jedną z najpopularniejszych piosenek wykorzystywanych przez graczy Audiosurf.

## Nagrywanie
Podczas nagrywania piosenki gitarzysta Herman Li zerwał jedną ze strun w swojej gitarze. Pomimo tego zespół zdecydował zostawić takie nagranie. Wersja dostępna na albumie była nagrywana sekcjami, które na końcu połączono w końcową wersję.

### Teledysk
Utwór został wykorzystany w pierwszym teledysku DragonForce. Na potrzeby wideo stworzono krótszą wersję piosenki, trwającą 4:59. Wideo pokazuje zespół grający na przyciemnionej scenie.
Teledysk był pokazywany na różnych kanałach muzycznych, w tym MTV2, oraz na koncercie grupy podczas festiwalu Ozzfest w 2006.

## W grach komputerowych

### Guitar Hero III: Legends of Rock
„Through the Fire and Flames” jest utworem bonusowym w grze Guitar Hero III: Legends of Rock, odblokowywanym i granym automatycznie podczas napisów końcowych. Jest on uważany za jedną z najtrudniejszych piosenek w całej serii Guitar Hero z powodu skomplikowanych, bardzo szybkich solówek, w tym jedną trwającą ponad dwie minuty. Za zakończenie piosenki na poziomie „Expert” na konsoli Xbox 360 gracz otrzymuje osiągnięcie „Inhuman”.
Po dołączeniu „Through the Fire and Flames” w Guitar Hero III: Legends of Rock sprzedaż płyt DragonForce wzrosła w jednym tygodniu o 126%. Sprzedaż elektroniczna piosenki, sprawdzona przez Nielsen SoundScan, wzrosła z 2 000 na tydzień do 10 000 na tydzień i osiągnęła prawie 40 000 ściągnięć na tydzień w ostatni tydzień 2007 roku.

### Audiosurf
Na dzień 29 lutego 2008 „Through the Fire and Flames” była trzecią najpopularniejszą piosenką wykorzystywaną przez graczy Audiosurf i najpopularniejszą wykorzystywaną piosenką niedołączoną do gry.